# Стршљен
Европски стршљен (лат. Vespa crabro) је највећа еусоцијална оса, пореклом из Европе. Припада породици оса (Vespidae). То је такође једини прави стршљен (род Vespa) који је пронађен на територији Северне Америке, а који су увезли европски досељеници 1800-их година. V. crabro се обично сматра штеточином и људи често уклањају гнезда ове врсте. Веспини, попут V. crabro, познати су по изради сложених гнезда налик папиру од околних биљних материјала и других влакана. Поседује жаоку којом убризгава отров у тело својих непријатеља, чиме онеспособљава већину инсеката и других ситнијих животиња. Храни се углавном слатким излучевинама  воћа, а врло често напада и друге инсекте, па и пчеле.

## Таксономија
Европски стршљен је прави стршљен (род Vespa), група коју карактеришу еусоцијалне врсте. Род спада у потпородицу Vespinae, чији су чланови познати по жвакању хране како би потом са обрађеном храном нахранили своје младе, као и по жвакању материјала налик папиру како би направили своја гнезда. Према недавној филогенетској студији, установљено је да је врста Vespa dibovskii најближи филогенетски сродник европског стршљена.
Неколико дефинисаних подврста V. crabro углавном су разликују по обојености одређених делова тела, која је географски условљена:
- V. c. altaica Pérez, 1910
- V. c. borealis Radoszkowski, 1863
- V. c. caspica Pérez, 1910
- V. c. chinensis Birula, 1925
- V. c. crabroniformis Smith, 1852
- V. c. crabro Linnaeus, 1758
- V. c. flavofasciata Cameron, 1903
- V. c. germana Christ, 1791
- V. c. oberthuri du Buysson, 1902
- V. c. vexator Harris, 1776

## Опис
Очи европског стршљена дубоко су урезане и обликоване попут слова "С". Kрила су црвенкасто-наранџаста, док је петељкасти трбух пругаст са смеђом и жутом бојом. Због овакве обојености абдомена, V. crabro се често погрешно идентификује као азијски гигантски стршљен. Просечна дужина радилица износи 25 мм, док дужина краљице може достићи и до 35 мм. Овакве димензије су значајно веће од већине оса (попут Vespula vulgaris), али мање од азијског гигантског стршљена. Женке су обично веће од мужјака и по величини и по маси. Међутим, абдомен мужјака има седам сегмената, док абдомен женки има шест сегмената. Само женке поседују овипозитор (модификован у жаоку), стога мужјаци не могу да убоду. Антене мужјака су нешто дуже, са 13 сегмената у поређењу са антенама женки које имају 12 сегмената.

## Гнезда
Јединке ове врсте обично живе у папирним гнездима, која се састоје од петељке, омотнице и једне рупе на улазу са спољашње стране. Материјали попут гранчица, грана и других доступних биљних ресурса радници разбијају, жваћу и обликују у гнездо. Ови комади нису уједначеног облика, али су веома добро залепљени. Да би изградили гнездо, стршљени користе пљувачку као цемент за спајање органских и неорганских материјала који су лако доступни колонији. Овај цемент не само да фиксира гнездо, већ га и штити од оштећења насталих водом. Такође представља заштитну баријеру која помаже у заштити колоније од ветра или других тешких временских услова. Расположиви ресурси, локација и количина/дужина трајања жвакања материјала утичу на изглед коначног гнезда, тако да је велика варијација примећена међу гнездима V. crabro.

## Распрострањење
Као што само име каже, европски стршљен је пореклом из Евроазије. Историјски, гнезда европског стршљена бележена су на територији од Велике Британије до Јапана. Међутим, V. crabro је уведен у Северну Америку средином 19. века, где је сада бројан и широко распрострањен. <ref>{{cite journal |last=Landolt |first=P. J. |last2=Sierra |first2=J. M. |last3=Unruh |first3=T. R. |last4=Zack |first4=R. S. |title=